# Monterrey Open 2019
Monterrey Open 2019 (також відомий під назвою Abierto GNP Seguros 2019 за назвою спонсора) — жіночий тенісний турнір, що проходив на відкритих кортах з твердим покриттям Club Sonoma в Монтерреї (Мексика). Це був 11-й за ліком Monterrey Open. Належав до серії International в рамках Туру WTA 2019. Тривав з 1 до 7 квітня 2019 року.

## Призові очки і гроші

### Розподіл очок
| Дисципліна       | П   | Ф   | ПФ  | ЧФ | 1/8 | 1/16 | Q   | Q3  | Q2  | Q1  |
| Одиночний розряд | 280 | 180 | 110 | 60 | 30  | 1    | 18  | 14  | 10  | 1   |
| Парний розряд    | 280 | 180 | 110 | 60 | 1   | Н/Д  | Н/Д | Н/Д | Н/Д | Н/Д |

### Розподіл призових грошей
| Дисципліна       | П       | Ф       | ПФ      | ЧФ     | 1/8    | 1/16   | Q3     | Q2   | Q1   |
| Одиночний розряд | $43,000 | $21,400 | $11,300 | $5,900 | $3,310 | $1,925 | $1,005 | $730 | $530 |
| Парний розряд*   | $12,300 | $6,400  | $3,435  | $1,820 | $960   | Н/Д    | Н/Д    | Н/Д  | Н/Д  |

*на пару

## Учасниці основної сітки в одиночному розряді

### Сіяні
| Країна     | Гравчиня               | Рейтинг1 | Сіяна |
| ---------- | ---------------------- | -------- | ----- |
| Німеччина  | Анджелік Кербер        | 4        | 1     |
| Іспанія    | Гарбінє Мугуруса       | 17       | 2     |
| Росія      | Анастасія Павлюченкова | 33       | 3     |
| США        | Алісон Ріск            | 45       | 4     |
| Білорусь   | Вікторія Азаренко      | 46       | 5     |
| Бельгія    | Кірстен Фліпкенс       | 56       | 6     |
| Франція    | Крістіна Младенович    | 68       | 7     |
| Словаччина | Магдалена Рибарикова   | 73       | 8     |

- 1 Рейтинг подано станом на 18 березня 2019.

### Інші учасниці
Нижче наведено учасниць, які отримали вайлд-кард на участь в основній сітці: 
- Джуліана Ольмос
- Вікторія Родрігес
- Рената Сарасуа

Нижче наведено гравчинь, які пробились в основну сітку через стадію кваліфікації:
- Беатріс Аддад Майя
- Мію Като
- Крістіна Кучова
- Сюй Шилінь

Такі тенісистки потрапили в основну сітку як Щасливі лузери:
- Грета Арн
- Елена-Габріела Русе

### Відмовились від участі
До початку турніру
- Ежені Бушар → її замінила  Гаррієт Дарт
- Кейті Баултер → її замінила  Грета Арн
- Донна Векич → її замінила  Ольга Данилович
- Ван Яфань → її замінила  Івана Йорович
- Даяна Ястремська → її замінила  Місакі Дой
- Віра Звонарьова → її замінила  Елена-Габріела Русе

### Знялись
- Вікторія Азаренко (травма правої ноги)

## Учасниці основної сітки в парному розряді

### Сіяні
| Країна  | Гравчиня          | Країна   | Гравчиня        | Рейтинг1 | Сіяна |
| ------- | ----------------- | -------- | --------------- | -------- | ----- |
| Японія  | Мію Като          | Японія   | Ніномія Макото  | 75       | 1     |
| Іспанія | Лара Арруабаррена | Словенія | Даліла Якупович | 82       | 2     |
| США     | Ейжа Мугаммад     | США      | Марія Санчес    | 119      | 3     |
| Японія  | Нао Хібіно        | США      | Дезіре Кравчик  | 120      | 4     |

- Рейтинг станом на 1 квітня 2019.

### Інші учасниці
Нижче наведено пари, які отримали вайлдкард на участь в основній сітці:
- Йована Якшич /  Рената Сарасуа
- Вікторія Родрігес /  Ана Софія Санчес

### Знялись з турніру
- Крістіна Макгейл (травма пальця правої руки)

## Переможниці

### Одиночний розряд
- Гарбінє Мугуруса —  Вікторія Азаренко, 6–1, 3–1, ret.

### Парний розряд
- Ейжа Мугаммад /  Марія Санчес —  Монік Адамчак /  Джессіка Мур, 7–6(7–2), 6–4